# Comuna de Radecznica
Radecznica (polaco: Gmina Radecznica) é uma gminy (comuna) na Polónia, na voivodia de Lublin e no condado de Zamojski. A sede do condado é a cidade de Radecznica.
De acordo com os censos de 2004, a comuna tem 6591 habitantes, com uma densidade 60 hab/km².

## Área
Estende-se por uma área de 109,8 km², incluindo:
- área agricola: 74%
- área florestal: 18%

## Demografia
Dados de 30 de Junho 2004:
|                      | Total   | Total | Mulheres | Mulheres | Homens  | Homens |
| -------------------- | ------- | ----- | -------- | -------- | ------- | ------ |
|                      | pessoas | %     | pessoas  | %        | pessoas | %      |
| População            | 6591    | 100   | 3305     | 50,1     | 3286    | 49,9   |
| Densidade (pop./km²) | 60      | 100   | 30,1     | 30,1     | 29,9    | 29,9   |

De acordo com dados de 2002, o rendimento médio per capita ascendia a 1155,81 zł.

## Comunas vizinhas
- Biłgoraj, Frampol, Goraj, Sułów, Szczebrzeszyn, Tereszpol, Turobin, Zwierzyniec